# Fred Savage
Frederick Aaron Savage (Chicago, 1976. július 9. –) amerikai színész és rendező, aki a The Wonder Years (1988-1993) című amerikai televíziós sorozatban Kevin Arnold szerepéről ismert. A herceg menyasszonya című filmben ő játszotta az unokát, valamint az Oswald című rajzfilmsorozat főszereplőjének hangját ő kölcsönözte. Savage rendezőként is tevékenykedik, 2005-ben pedig a Crumbs című televíziós szitkomban játszott. A Jogászok ásza című tévésorozat, valamint a Friends from College című Netflix-sorozat révén ismét színészként tevékenykedik.

## Fiatalkora és tanulmányai
Savage az Illinois állambeli Chicagóban született Joanne és Lewis Savage fiaként, aki ipari ingatlanközvetítő és tanácsadó volt. Az illinois-i Glencoe-ban nőtt fel, mielőtt Kaliforniába költözött. Öccse Ben Savage színész, húga pedig Kala Savage színésznő/zenész. Nagyszülei lengyelországi, ukrajnai, németországi és lettországi zsidó bevándorlók voltak. Zsidóként nevelkedett.
Savage a Brentwood Iskolában tanult, amely egy koedukált nappali magániskola Brentwoodban, a kaliforniai Los Angeles megyében található Westside városrészben. 1999-ben diplomázott a Stanford Egyetemen, angol szakon szerzett alapdiplomát, és a Sigma Alpha Epsilon testvériség tagja volt.

## Pályafutása

### Rendezőként és producerként
1999-ben kezdte meg rendezői karrierjét, amelynek során több mint egy tucat televíziós sorozat epizódjait vezette. Első rendezői munkája a rövid ideig futó NBC szitkom, a Working volt, amelyben ő maga is szerepelt. A Working után a Disney Channel Even Stevens című műsorának forgatását kezdte el figyelemmel kísérni, hogy tovább tanulhassa a rendezői szakmát. Amy Sherman-Palladino, Todd Holland és James Burrows megfigyelésével is tanult.
Producere volt a Felhőtlen Philadelphia, a Barátság extrákkal, a Partiszerviz színész módra, a Phil a jövőből, az Eszementek és a Happy Endings – Fuss el véle! című sorozatok egyes epizódjainak.
Első nagyjátékfilmje rendezőként az Oviapu 2. (2007).